# Niccolò Pisano
Pour les articles homonymes, voir Pisano.
Ne doit pas être confondu avec Nicola Pisano.
Niccolò Pisano ou Niccolò di Bartolomeo de Brusis ou dell’Abrugia (né le 13 mars 1470 à Pise et mort après 1537) est un peintre italien de la Renaissance.

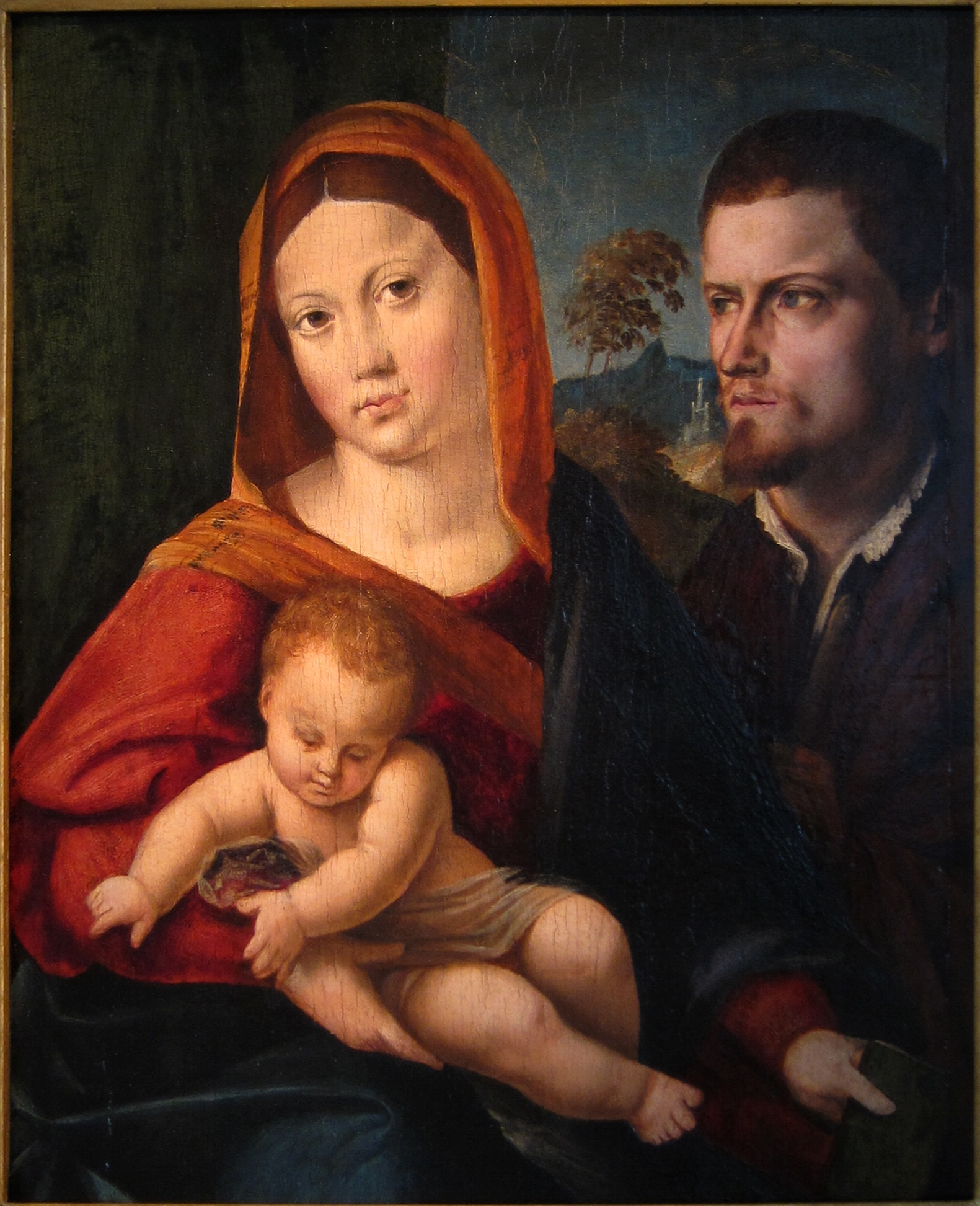
Vierge à l'enfant avec un saint, Musée Fesch

## Biographie
Après avoir été assistant de Pietro Perugino à Rome, Niccolò réalise ses premières œuvres identifiées dans sa ville natale de Pise.

En 1499, il part pour Ferrare où il est chargé de participer à la décoration du chœur de la cathédrale. Il a reçu pour cela une pension du duc Alfonse d'Este. Pendant son séjour à Ferrare, il collabore avec Lorenzo Costa et Niccolò Rossetti. 

En 1526, il est à Budrio, dans les environs de Bologne et y reste une dizaine d'années. 

Vers 1537, il revient à Pise où il réalise sa dernière œuvre connue, La Punition du fils d'Aaron pour la cathédrale.

## Œuvres
- Vierge à l'enfant, 1500 - 1510, Pinacothèque de Ferrare
- Sainte famille avec saint Jean enfant, vers 1510, Galerie des Offices
- La sainte famille entourée de saints, 1520, Worcester Art Museum
- Vierge à l'Enfant, Pinacothèque de Brera
- Daphnis et Chloe, 1500-1501, huile sur peuplier, 86 × 62 cm, Wallace Collection, Londres[1]
- Vierge à l'enfant avec un saint, Musée Fesch, Ajaccio
- Saint François d'Assise, Musée des beaux-arts de Béziers
- Vierge à l'Enfant en majesté entre deux saints, un ange et deux donateurs, Musée Condé, Chantilly